# Енки Билал
Енки Билал (фр. Enki Bilal; Београд, ФНРЈ, 7. октобар 1951) је француски писац стрипова, стрип-цртач и филмски режисер.

## Биографија
Енес Билал (на неким местима Билаловић, без званичне потврде презимена) рођен је у Београду 7. октобра 1951. године. Његова мајка је била Словакиња, према неким изворима Чехиња, а отац босанског порекла, по занимању кројач. Његова породица се преселила у Париз када је Енес имао 9 година. Са 14 година, Енес упознаје Рене Госинија који га је охрабрио да се почне бавити стрипом. Почео да ради за Гошинов француско-белгијски стрип-магазин „Пилот” 1970-их. Прву причу је објавио 1972. године, „Проклета бол” (фр. Le Bal Maudit), што је први и једини његов стрип потписан са Енес.
Године 1975, Билал је почео да ради са писцем скрипти Пјером Кристином на неколико мрачних фантастичних прича, формирајући рад под називом „Легенде данашњице” (фр. Légendes d'Aujourd'hui).
Године 1983, Билал је добио позив од режисера Алена Ренеа да сарађује с њим на филму „Живот — то је роман” (фр. La vie est un roman), за који је Билал цртао средњевековне слике за поједине сцене филма.
Енки Билал је најпознатији по Никопол трилогији („Бесмртан сајам”, фр. La Foire aux immortels, „Жена замка”, фр. La Femme piège и „Хладан екватор”, фр. Froid Équateur), на којој је радио више од деценије. За ту трилогију, Билал је написао целокупан текст и цртеже. Часопис Лир је последњи део, „Хладан екватор”, изабрао за књигу године. Такође, та трилогија је послужила Иепу Рубингу, изумитељу шахбокса као инспирација за спорт.
Последња књига Хатзфелд тетралогије (фр. Hatzfeld), „Четири?” (фр. Quatre?) из 2007. године, разматра пропаст Југославије из футуристичке тачке гледишта. Први нацрти за ово дело су настали 1998. године у облику „Сна чудовишта” (фр. Le Sommeil du Monstre) који почиње сценом где се главни јунак Ник сећа рата у виду трауматичних флешбекова. Трећи део тетралогије је „Састанак у Паризу” (фр. Rendez-vous à Paris) из 2006. године, иначе пети најпродаванији нови стрип те године, са проданим преко 280,000 примерака.
Његова филмска каријера је била оживљена са високобуџетним филмом „Бесмртан” (фр. Immortel), његовим првим покушајем да пренесе своје књиге на екран. Филм је добио подељене критике, поједини су негативно реаговали на коришћење ликова са компјутерски генерисаним сликама, док с друге стране су други изјавили да је то веродостојна реинтерпретација његових ликова.
Видео игрица заснована на Никопол трилогији је била објављена 13. маја 2008. године под називом „Никопол: Тајне бесмртних” (енгл. Nikopol: Secrets of the Immortals). Премијерно је пуштена у Северној Америци у августу 2008. године.
Билал је био изабран за соло изложбу 2012. године у Лувру. Изложба, под називом, „Духови Лувра” је била отворена од 20. децембра 2012. по 18. март 2013. године.